# Ислам на Коморах
Ислам — самая многочисленная религия на Коморских островах. Примерно 98 % населения Коморских островов составляют мусульмане. Практически все они являются суннитами, принадлежащими к шафиитскому масхабу. Закон 2008 года, обнародованный в январе 2013 года, поставил вне закона практику других форм ислама в стране. Распространение неисламских религий запрещено.

## История

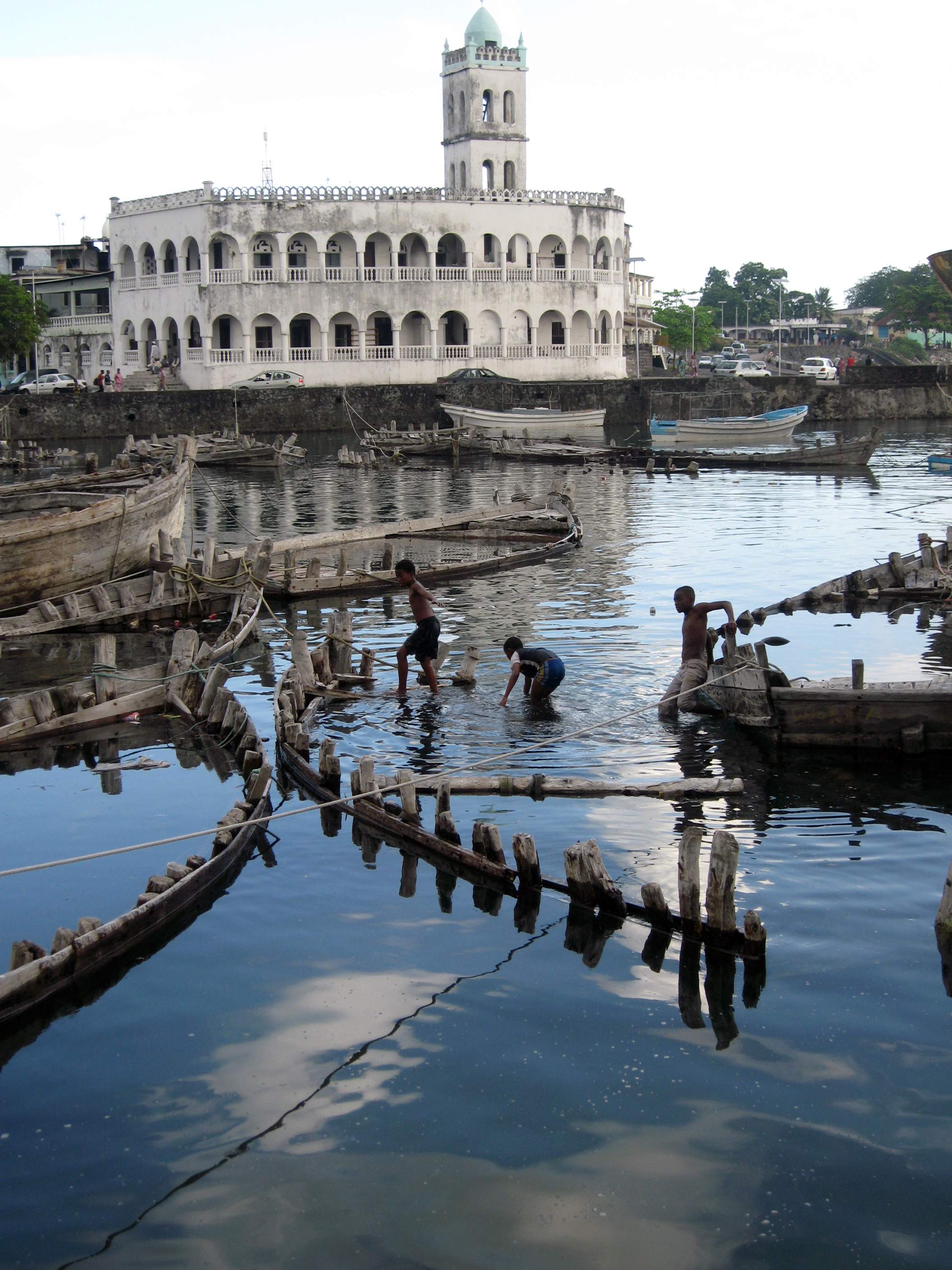
Старая Джума-мечеть в Морони

Согласно местной легенде, ислам был принесен на Коморские Острова в VII веке Мцвой Мвиндзой, правителем Мбуде на Нгазидже, и Мухаммадом ибн Усманом, сыном Усмана ибн Аффана посетившими Мекку ещё при жизни пророка Мухаммеда. Их могилы находятся в Нцавени, столице Мбуде.
Поскольку Коморские Острова активно участвовали в торговле в Индийском океане мусульманские купцы из других стран также способствовали распространению ислама на островах в IX—X веках. Возможно, что именно в это время большинство коренных коморцев приняли ислам.
Исторические данные свидетельствуют о том, что арабские купцы и первые Коморские султаны из династии Ширази начали распространять ислам на островах. Правящие семьи изучали арабский язык, совершали хадж и поддерживали связи с другими мусульманскими государствами, такими как Килва, Занзибар и Хадрамаут. На островах действовали несколько суфийских тарикатов — Шазилия, Кадирия и Рифаия.
Хасан ибн Исса, султан из династии Ширази, правивший в XVI веке, поощрял обращение местных жителей в ислам и построил многие мечети на островах.
Во времена когда острова были колонией, французы не пытались вытеснить исламские обычаи и старались уважать нормы шариата.
В XIX веке шейх Абдала Дарвеш инициировал создание тариката Шазилия на Коморских островах. Шейх Дарвеш, родившийся на Гранд-Коморе, совершил путешествие по Ближнему Востоку и позже обратил в ислам Саида Мухаммада Аль-Мааруфа (ум. 1904), который стал верховным наставником Шадилья. Шейх Аль-Ами ибн Али аль-Мазруи (ум. 1949) был первым из улемов региона, начал писать исламскую литературу на языке суахили. Аль-Хабиб Омар бин Ахмед бин Сумейт (ум. 1976) учился в арабских странах, а затем работал учителем и кади на Мадагаскаре, Занзибар, а после 1967 года на Коморских островах.

## Современное положение

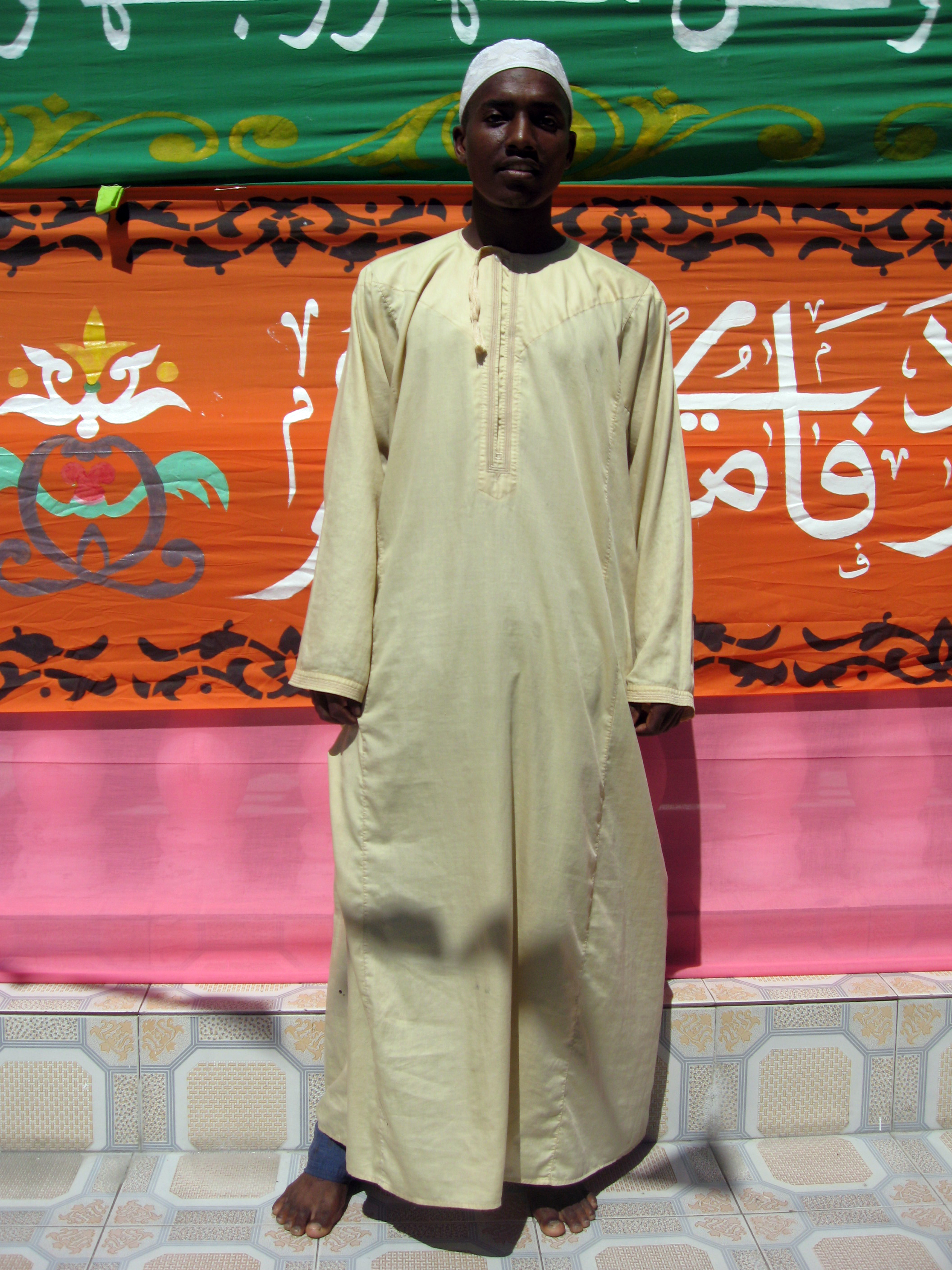
Коморец в традиционной мусульманской одежде.

Ислам является основной религией на Коморских островах. По оценке Государственного департамента США на 2006 год, примерно 98 % населения Коморских островов составляли мусульмане. Практически все мусульмане на Коморских островах являются суннитами, принадлежащими к шафиитскому масхабу. Большинство приверженцев — арабы или суахили, но есть также люди индийского, в основном гуджаратского происхождения.
Коморцы добросовестно соблюдают религиозные обряды и строго придерживаются религиозной ортодоксальности. Также соблюдаются все мусульманские праздники, включая Ид аль-Адха, Мухаррам, Ашура, Мавлид, Лейлат аль-Мирадж и Рамадан. Мавлид отмечен торжествами, кульминацией которых является пир, приготовленный для улемов. Коморцы часто обращаются к мвалимусам, фунди и марабутам за исцелением и защитой от джиннов.
На Коморских островах сотни мечетей, а также много медресе. Все мальчики ходят в мусульманские школы в течение двух-трёх лет, начиная с пятилетнего возраста. Там они изучают арабский язык и основы ислама. В 1998 году в Морони была открыта новая Большая мечеть, финансируемая эмиром Шарджи.